# Gœrlingen
Gœrlingen (deutsch Görlingen) ist eine französische Gemeinde mit 199 Einwohnern (Stand 1. Januar 2021) im Krummen Elsass, einer Landschaft im Département Bas-Rhin in der Europäischen Gebietskörperschaft Elsass und in der Region Grand Est.

## Bevölkerungsentwicklung
| Jahr      | 1962 | 1968 | 1975 | 1982 | 1990 | 1999 | 2007 | 2017 |
| Einwohner | 156  | 162  | 152  | 145  | 154  | 206  | 244  | 227  |

## Geschichte
661 und 763 ist der Ort unter den Namen Villa Gairoaldo bzw. Villa Gerboldinga erstmals als Landsitz gallo-romanischer Adliger bezeugt. Im 13. Jahrhundert gehört Gerdlingen als Pfarrei zur Gemeinde Bockenheim und war Im Besitz der Grafschaft Saarwerden, die hier auch den Zehnten erhob. 1314 wird auch das Benediktinerkloster Lixheim als Grundbesitzer in Geroldingen aufgeführt. Während das Dorf im 15. Jahrhundert noch erwähnt wird, wird es anlässlich der Türkenschatzung (1542) nicht mehr genannt.
1557 überließ Graf Adolf von Nassau-Saarbrücken Hugenotten, die aus dem Herzogtum Lothringen sowie aus der Normandie und anderen Regionen des Königreichs Frankreich geflohen waren, Gerling und sechs andere verlassene Ortschaften seines Herrschaftsgebietes. Vor den kriegerischen Auseinandersetzungen des 17. Jahrhunderts (Dreißigjähriger Krieg 1618 bis 1648, Reunionskrieg 1683 bis 1684) flohen die Einwohner des Ortes schließlich in die Pfalz bzw. in die Gegend von Bischwiller. Die Kirche des Ortes wurde 1685 zerstört. Im 18. Jahrhundert wird Gerling von Schweizer Protestanten neu besiedelt, die vor dem strengen Regiment des Calvinismus aus ihrer Heimat geflohen waren. 1793 wird die gesamte Grafschaft an die neu entstandene Französische Republik angegliedert. Anlässlich des Deutsch-Französischen Krieges (1871/72), des Ersten Weltkrieges (1914–1918) und des Zweiten Weltkrieges (1939–1945) wechselte der Ort, wie Elsaß-Lothringen insgesamt, noch mehrmals seine nationale Zugehörigkeit zwischen Frankreich und Deutschland.

## Religion
Die evangelische Kirche in Görlingen gehört zur Pfarrei Rauweiler der Reformierten Kirche von Elsass und Lothringen.
Auf katholischer Seite liegt Gœrlingen im Gebiet der katholischen Pfarrei Bärendorf im Dekanat Zabern des Erzbistums Straßburg. Näher liegen jedoch die katholischen Kirchen in den Nachbarorten Helleringen, Hilbesheim und Saaraltdorf, die allesamt im Dekanat Saarburg des Bistums Metz liegen.